# Всех ожидает одна ночь
«Всех ожидает одна ночь» — дебютный роман Михаила Шишкина (1993). Первоначальное название — «Записки Ларионова». Текущее название (отсылающее к словам Горация) роман получил при публикации в журнале «Знамя». Удостоился премии журнала за лучший литературный дебют 1993 года. 
В XXI веке роман выходил отдельным изданием и под исходным названием «Записки Ларионова» (2010, «АСТ»/«Астрель»), и под журнальным названием (2001, «Вагриус»). 

## Сюжет
Книга написана от первого лица — дворянина Александра Львовича Ларионова 1803 года рождения. Через его жизнь проходит XIX век — детство в провинции, учёба в кадетском корпусе, военная служба при Аракчееве, женитьба, служба, а также отголоски политических событий: создание военных поселений, смерть Александра I, восстание декабристов, Польское восстание.
Книга написана в традициях классической русской литературы и столь же классическим стилем и полна аллюзий к классическим романам.  Затрагиваются хрестоматийные темы: «среда заела» и «лишний человек». Действительно, Ларионов отличается особой честностью характера и хорошо понимает весь ужас русской жизни в николаевскую эпоху, но это не приводит ни к чему. Герой прекрасно понимает, например, истинную природу подавления Польского восстания, но не может даже сказать этого никому.
Наконец, он находит единомышленника, это друг и коллега, а также соперник в любви Ситников. Но при первом столкновении с Третьим отделением Ларионов легко даёт себя запугать и запутать и предаёт единственного друга. Тем самым роман оказывается развёрнутой психологической историей предательства. В подтексте прочитываются более поздние реалии советского периода: чешские события 1968 года, преследование инакомыслящих КГБ.
Жизнь Ларионова проходит без серьёзных свершений и ведёт к медленному угасанию. Записки на старости лет Ларионов обращает к единственному собеседнику — врачу, да и тот не дождался и уехал. Ларионов отчуждён от всех, единственный сын идёт против воли отца на очередную имперскую войну, на этот раз на Кавказе, и погибает, так что даже род Ларионовых обрывается. Роман подводит неутешительный итог всему развитию России того времени.